# Carl Wilhelm Theremin
Carl Wilhelm Theremin, portugiesisch Carlos Guilherme von Theremin (* 10. Dezember 1784 in Berlin; † 8. Januar 1852 ebenda), war ein preußischer Kaufmann und Konsul sowie Landschafts- und Vedutenmaler.

## Leben
Carl Wilhelm Theremin war ein Sohn des Juweliers und Emailleurs François Claude Theremin (1746–1809), eines Hugenotten, der in Magdeburg, Paris, Berlin und St. Petersburg gewirkt und Marianne Krüger (* 3. Januar 1761; † 23. April 1810; älteste Tochter des Goldschmieds Jean Guilleaume George Krüger (1728–1791), Schülerin des Malers Joseph Siffred Duplessis, später Ehefrau des Arztes Johann Ludwig Formey) geheiratet hatte. Als Mitarbeiter der Bijouteriemanufaktur Jordan in Berlin sowie russischer Hofjuwelier in St. Petersburg zu Wohlstand gekommen, besaß sein Vater einige Güter in Frankreich. 1798 ließ er sich scheiden und lebte abwechselnd auf diesen Gütern und in Berlin. Carl Wilhelm folgte, zusammen mit seinen beiden Geschwistern, jeweils den Lebens- und Arbeitsmittelpunkten des Vaters. Von Berlin kam er ins Internat nach Granzow (1794), dann nach St. Petersburg (1795), dann wieder nach Berlin (1799) und nach Paris (1801). Die Stationen seiner eigenen Ausbildung als Kaufmann waren Le Havre (1803) und Moskau (1804). Ab etwa 1810/1811 lebte er in der Schweiz (Giez bei Yverdon), wo er sich im Umfeld des Pädagogen Konrad Näf bewegte. Später war er als Kaufmann in Antwerpen ansässig. 1815 wurde er dort preußischer Konsul.

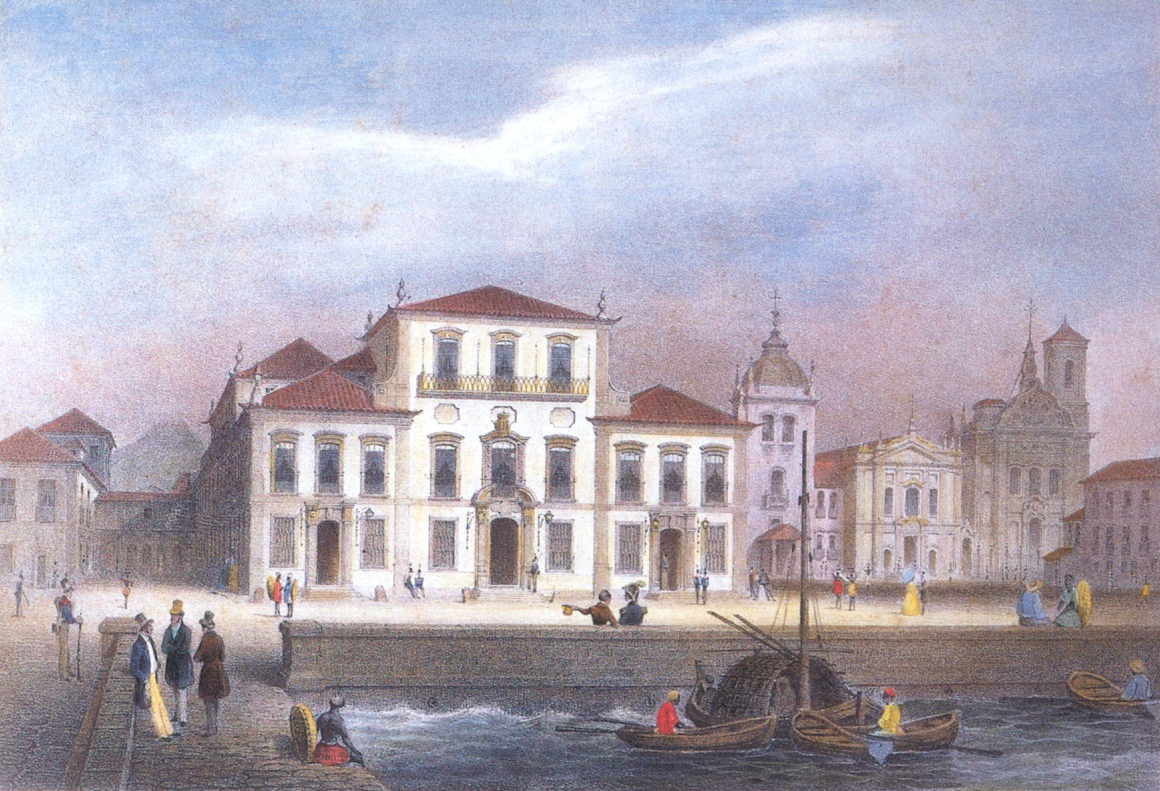
Paço da cidade (1818), Ansicht der königlichen Residenz Johanns VI. im Zentrum von Rio de Janeiro

Vom 1. September 1819 bis zum 17. Dezember 1827 war er anschließend ehrenamtlicher preußischer Konsul im portugiesischen Teilkönigreich Brasilien (bis 1822) bzw. unabhängigen Kaiserreich Brasilien (ab 1822), ab 1827 Generalkonsul mit fester Dotierung. Die Ernennung erfolgte auf Empfehlung des Diplomaten Johann Friedrich August Detlev von Flemming durch König Friedrich Wilhelm III. Sein Dienstsitz war Rio de Janeiro. Dort war er 1817 erstmals angekommen, um im Auftrag Preußens Handelsmöglichkeiten zu sondieren. 1820 siedelte er sich als preußischer Konsul und Händler mit seiner Familie an, er eröffnete ein Handelshaus und gründete eine Firma. Seine Firma betätigte sich im Kommissionsgeschäft, insbesondere für preußische und hanseatische Handelspartner. Die Beziehungen zu dem Handelshaus Hasenclever aus der preußischen Rheinprovinz waren dabei so vertrauensvoll, dass er dessen Repräsentanten Ernst Hasenclever in den 1830er Jahren anlässlich einer Reise zu seinem konsularischen Stellvertreter ernannte. In Rio de Janeiro erwarb er ein Anwesen im Vorort Flamengo. Benjamin Mary, der diplomatische Vertreter Belgiens, war sein Nachbar. Theremin nahm in führender Rolle am Gesellschaftsleben der deutschsprachigen Kolonie teil und gehörte zu den Gründungsmitgliedern der Sociedade Beneficente Suíça und der Sociedade Germania (1821). 1828 initiierte er eine Haus- und Kirchenkollekte zur Entwicklung der 1826 von Reformierten und Lutheranern deutscher und französischer Sprache gegründeten evangelischen Kirchengemeinde in Rio de Janeiro, die Friedrich Wilhelm III. bewilligte. Nebenbei betätigte er sich als Maler und Zeichner von genrehaften Stadtansichten. Schon 1818 entstand als Aquarell seine Vedute des Paço, des Stadtpalastes von Johann VI., des Königs von Portugal, Brasilien und den Algarven.
Als konsularischer Vertreter des Königreichs Preußen lenkte Theremin Ende 1824 die Aufmerksamkeit des preußischen Außenministers Christian Günther von Bernstorff auf das Elend deutscher Kolonisten, die von dem Abenteurer Georg Anton Schäffer unter falschen oder unzureichenden Angaben zur Auswanderung nach Brasilien angeworben worden waren. Ein zwischen Preußen und Brasilien 1827 geschlossener Handelsvertrag, der zur Überwindung hoher Zollschranken unter seiner Mitwirkung entstanden war, wurde 1839 durch Brasilien überraschend gekündigt. Die Stelle eines preußischen Gesandten in Brasilien, die Ignaz von Olfers 1827 angetreten hatte, war seit 1830 unbesetzt. Mit Blick auf eine Intensivierung der preußisch-brasilianischen Beziehungen riet Theremin der Regierung Preußens, das das Kaisertum Peters I. bis 1826 nicht anerkannt hatte und 1841 bei der Kaiserkrönung Peters II. nicht im diplomatischen Range eines Gesandten vertreten gewesen war, einen Gesandten zu ernennen und dem Kaiser einen Orden zu verleihen. Am 5. September 1842 reiste Prinz Adalbert von Preußen an und überreichte dem brasilianischen Monarchen zwei Tage später in einer feierlichen Audienz den Schwarzen Adlerorden, was der Kaiser mit der Verleihung des Ordens vom Kreuz des Südens an Adalbert erwiderte. In den folgenden Wochen begleitete Theremin den preußischen Prinzen auf dessen Reisen und Besichtigungen. Obwohl Theremin und der brasilianische Generalkonsul in Preußen, Johann Jakob Sturz, für einen neuen Zollvertrag warben und das Auswärtige Departement zu Berlin der Ernennung eines preußischen Gesandten nicht abgeneigt war, mochte sich König Friedrich Wilhelm IV. nicht dazu durchringen. Erst am 13. August 1851 wurde mit Alphonse von Oriola wieder ein preußischer Geschäftsträger für Brasilien eingesetzt.

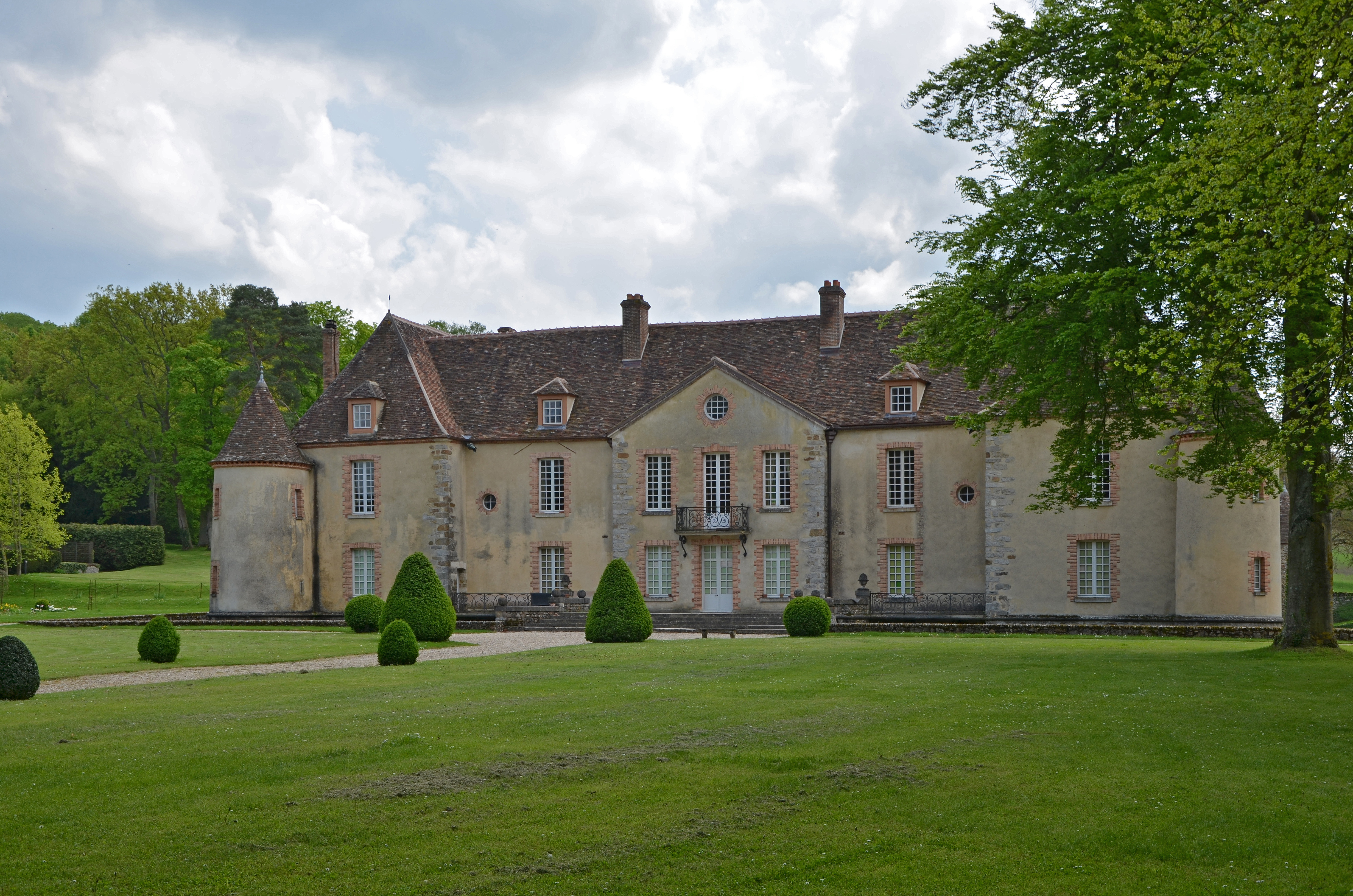
Château de Bois-le-Roi in Nailly

Bis 1835 wirkte Theremin in Rio de Janeiro. Mehrmals reiste er nach Europa, wo seit einigen Jahren seine Familie in der Schweiz lebte. Wegen anhaltender gesundheitlicher Probleme, die ihm das brasilianische Klima bereiteten,
ging er schließlich ganz nach Europa zurück. Zeitweise ließ er sich auf einer Familienbesitzung in Nailly nieder, dem Schloss Bois-le-Roi. 1838 wurde er preußischer Agent für das Fürstentum Neuenburg in Berlin. 1845 siedelte er sich dort an. Mit Sitz in Berlin wurde er als Nachfolger des verstorbenen Ministerresidenten Carl Godeffroy 1848 interimistischer diplomatischer Vertreter Hamburgs in Preußen und preußischer Geschäftsträger für Hamburg. In diesen Ämtern starb er 1852 im Alter von 67 Jahren. Auf dem alten Friedhof der Französisch-Reformierten Gemeinde wurde er bestattet.
Sein Gesuch um Führung des aus französischer Herkunft stammenden Adelsprädikats hatte Friedrich Wilhelm III. im Dezember 1832 abgelehnt. Mit der Pfarrerstochter Marie Elisabeth Herrmann (1785–1872) aus Yverdon war Theremin seit dem 23. Juni 1810 verheiratet. Aus der Ehe gingen zwischen 1812 und 1822 fünf Kinder hervor, darunter der Sohn Leon Theremin (1812–1877), der am 20. März 1840 vom Vizekonsul zum preußischen Generalkonsul in Rio de Janeiro ernannt wurde und nach Stationen in Rumänien und Warschau von 1864 bis 1873 als preußischer bzw. norddeutscher Generalkonsul in Ägypten wirkte.
Als Künstler schuf Theremin eine Reihe von Ansichten der Stadt Rio de Janeiro, die Kaiser Peter II. gewidmet waren und – gestochen von Karl Friedrich Wilhelm Loeillot de Mars – 1841 als Mappe mit sechs Lithografien bei L. Sachse & Co. in Berlin erschienen:

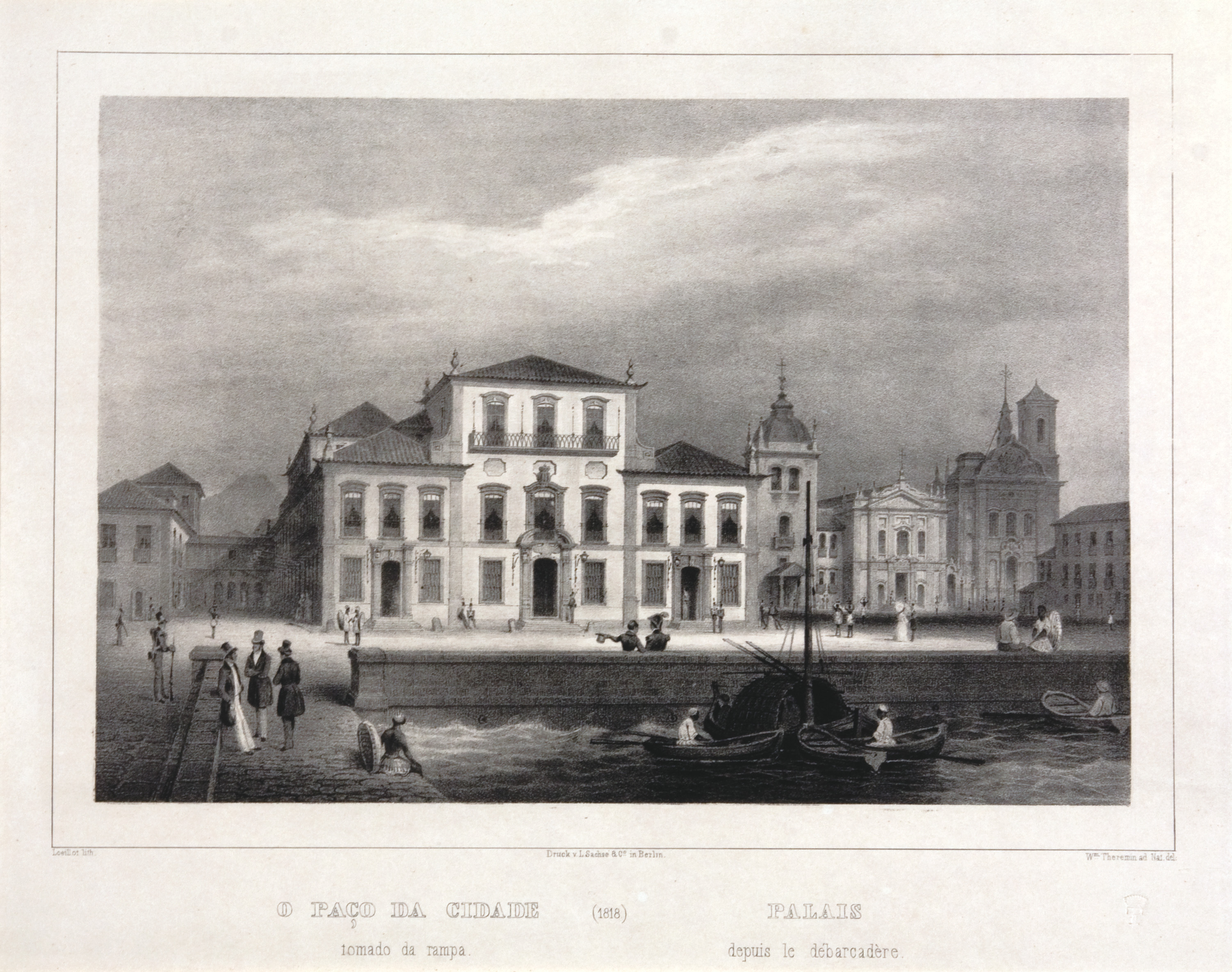
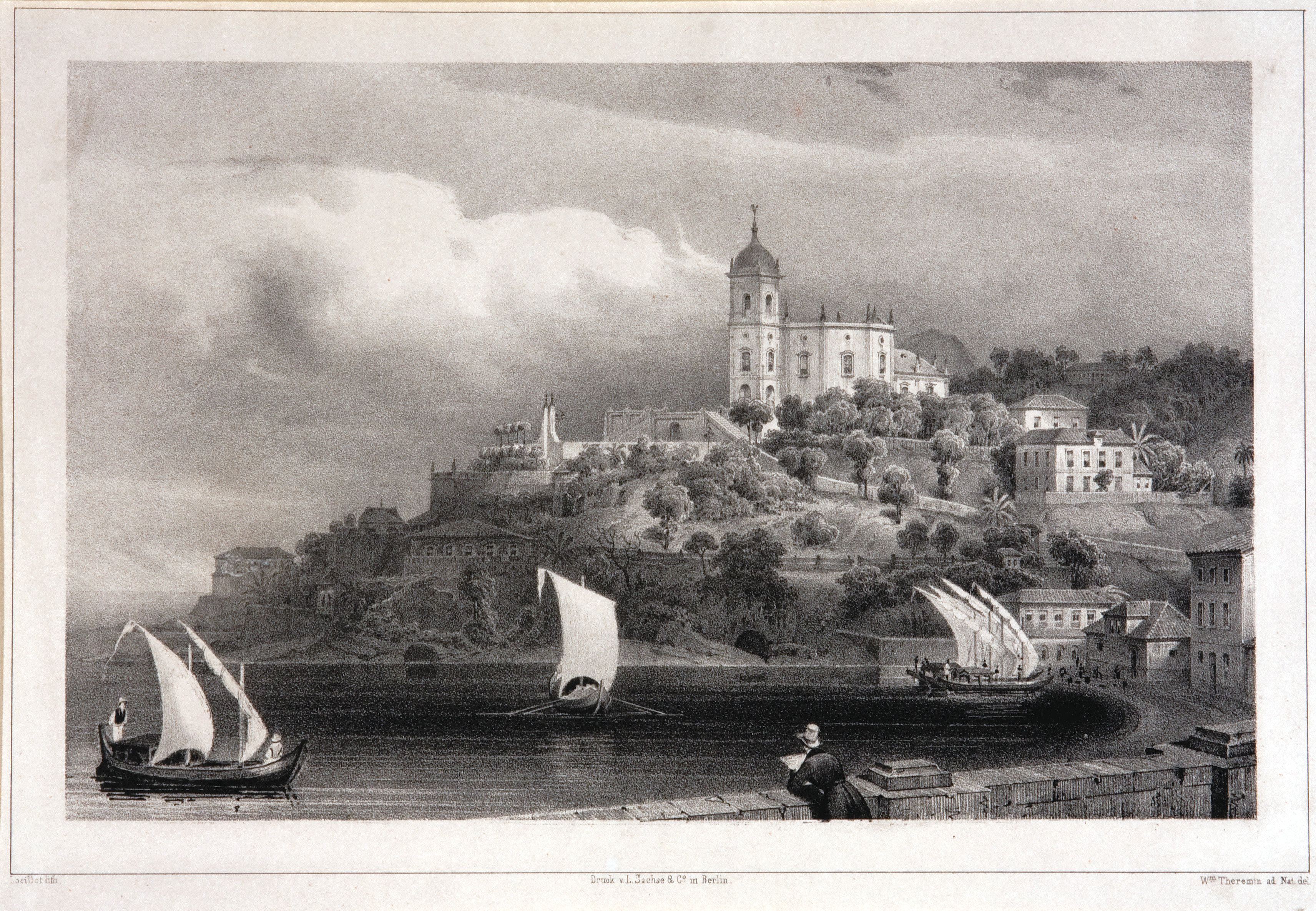
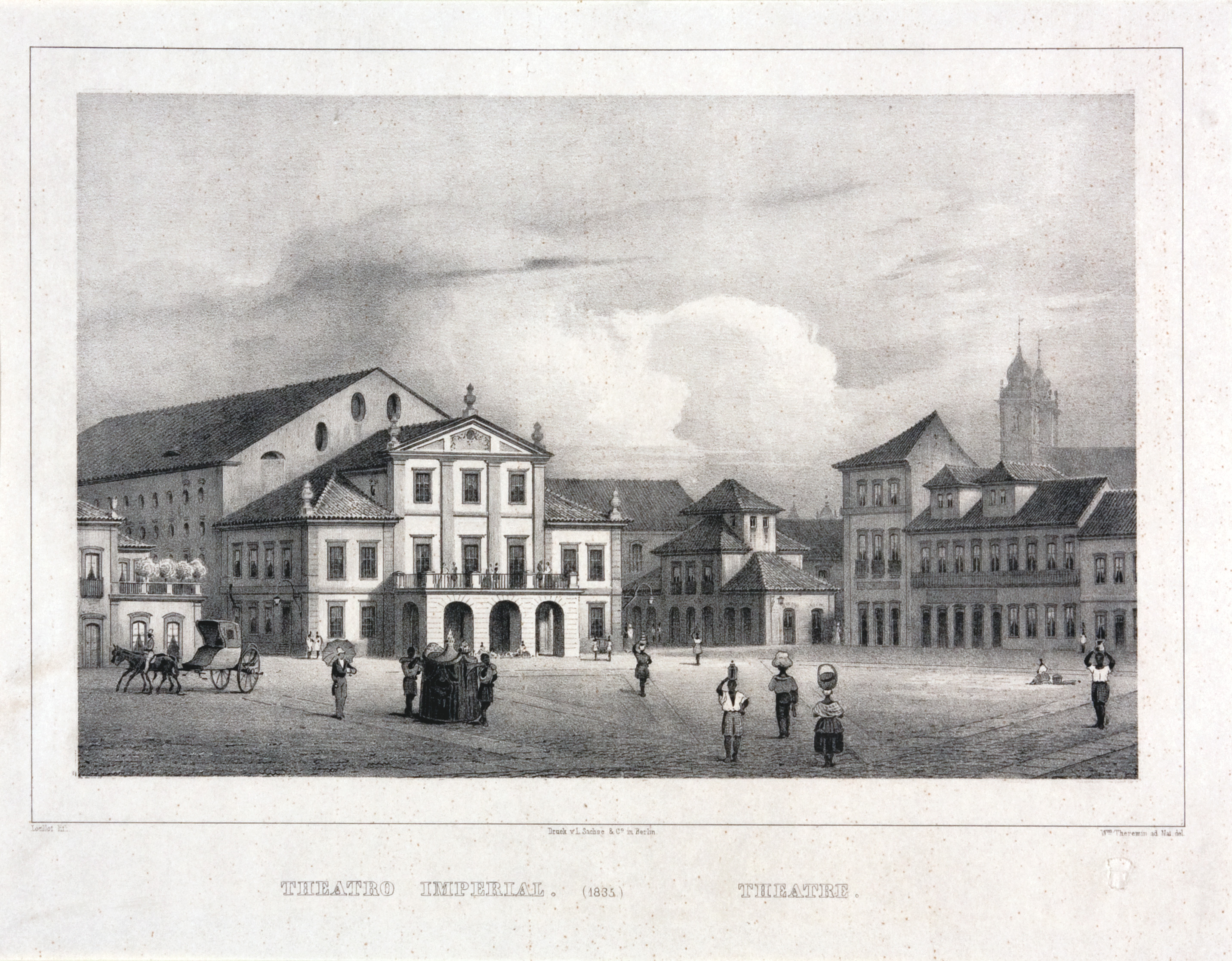
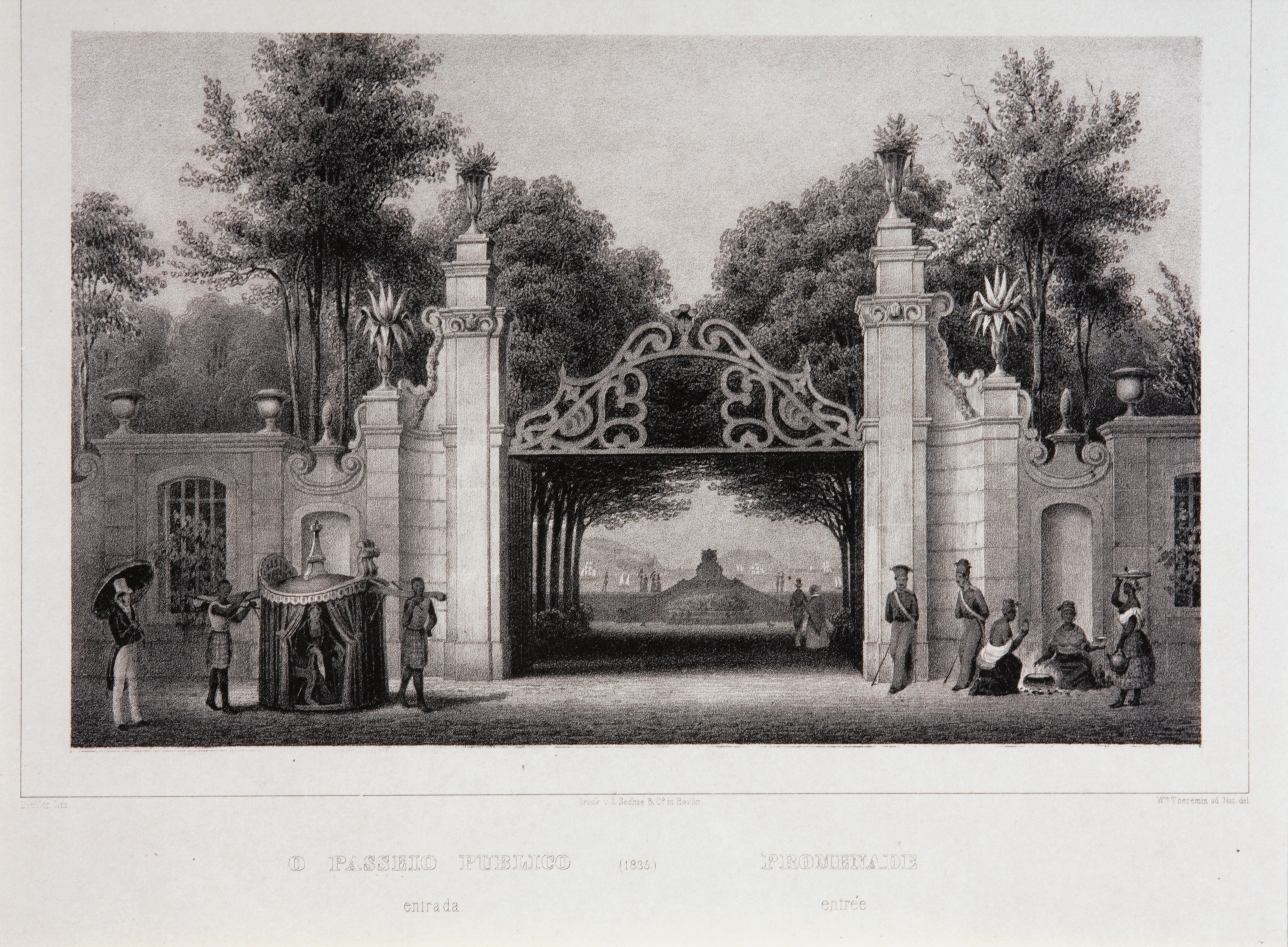
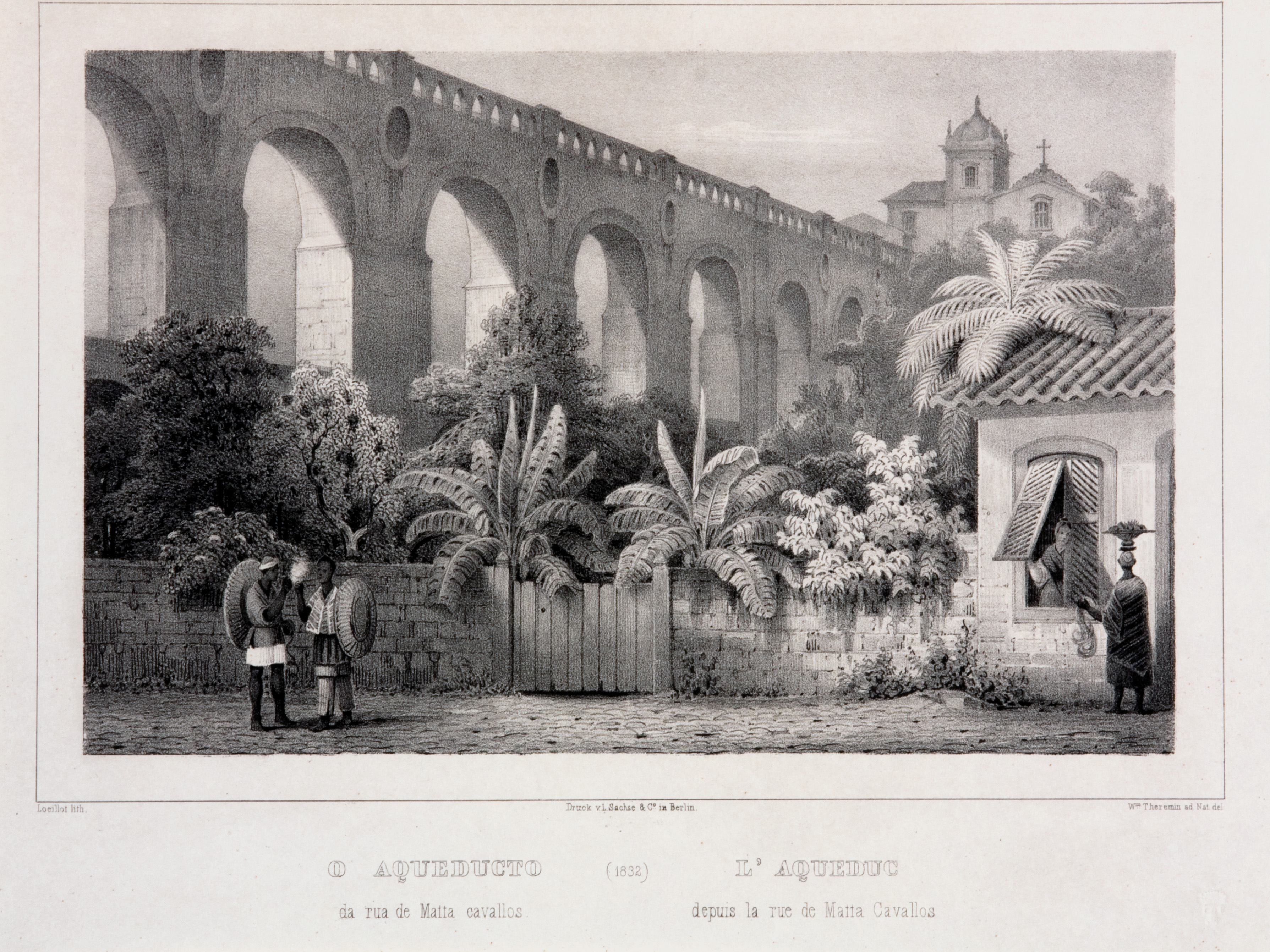
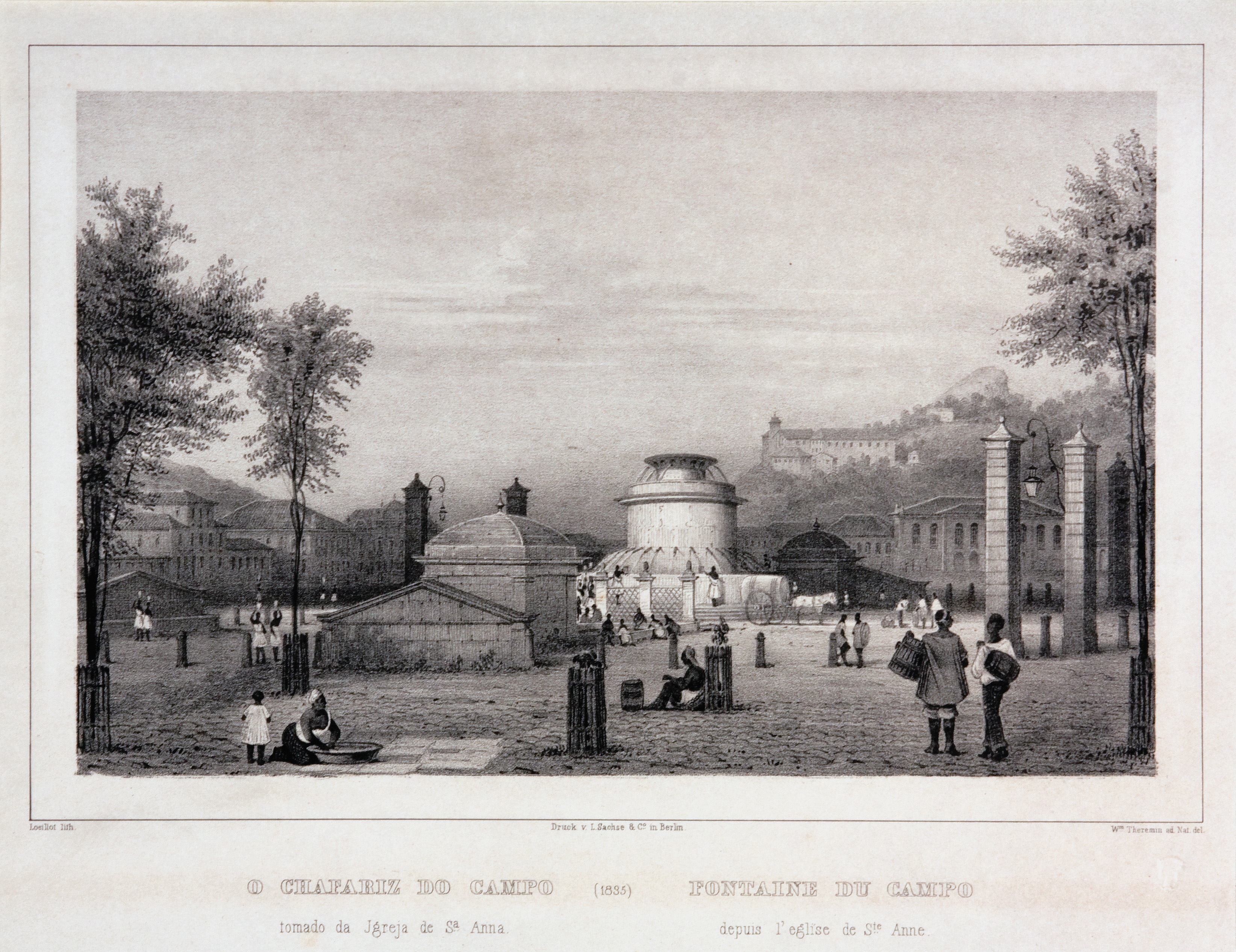

Im Juli 1848 ließ Theremin über den nationalliberalen Abgeordneten der Frankfurter Nationalversammlung, Friedrich Ludwig von Rönne, seine Entwürfe zu einem Flaggensystem für die Flotten der Teilstaaten des zu bildenden deutschen Einheitsstaat dem Marine-Ausschuss übergeben. Unter anderem hatte er hierzu eine „deutsche Gösch“ mit einem „teutonischen Kreuz“ in Schwarz-Rot-Gold entworfen, die die seefahrenden deutschen Staaten ihrer jeweiligen Seeflagge ins Obereck hinzufügen sollten. Die Gestaltung dieser Gösch nahm durch die Anordnung der deutschen Farben nach dem Vorbild nordischer Kreuze ansatzweise die Wirmer-Flagge vorweg.
Carl Wilhelm Theremin ist nicht zu verwechseln mit seinem Onkel Charles-Guillaume Théremin (* 23. Mai 1762 in Großziethen; † 19. April 1841 in Worms), einem preußischen Diplomaten hugenottischer Herkunft, der im Zuge der Französischen Revolution in französische Dienste wechselte, 1806 Beamter des Großherzogtums Berg wurde, ab 1808 wieder unmittelbar in französischen Diensten stand und auch als politischer Schriftsteller wirkte.